# Carolas advent
Carolas advent är en svensk TV-serie som hade premiär på TV3 och Viaplay den 1 december 2019. Serien är uppdelad i fyra delar där sångerskan och programmets programledare Carola Häggkvist i varje avsnitt bjuder hem två kända artister till Steninge slottsbyet bjuds på sång, pyssel och matlagning.

## Medverkande artister[2]
- Avsnitt 1: Sanna Nielsen och Andreas Johnson (även Anders Widmark medverkar)
- Avsnitt 2: Måns Zelmerlöw och Mariette Hansson (även Mark Levengood medverkar)
- Avsnitt 3: Uno Svenningsson och Plura Jonsson (även Sebastian Boudet medverkar)
- Avsnitt 4: Charlotte Perrelli och Anders Bagge